# 細川頼長
細川 頼長（ほそかわ よりなが）は、南北朝時代から室町時代の守護大名。備後半国守護、土佐半国守護、和泉守護。細川和泉上守護家2代当主。

## 生涯
頼長は、細川基之と共に備後国、土佐国、和泉国を守護として分割・共同統治している。そして備後国・土佐国は2人が統治する以前は嫡流（京兆家）の所領であった（備後→細川頼之、土佐→細川満元）。これは、守護としての権益を1人に独占させず、細川氏庶流同士の勢力を牽制する目的があったと考えられる。また、和泉国には堺があり、当時堺を拠点として反乱（明徳の乱・応永の乱）が発生するほど栄えた土地であったため、室町幕府の崩壊まで2人の守護が共同統治する体制となった。